# Orden 593 del NKVD
La Orden 593 del NKVD, también conocida como Orden del NKVD sobre los Harbinitas (приказ НКВД о харбинцах, ("Харбинский приказ"), firmada el 20 de septiembre de 1937 por Nikolái Yezhov, reguló la detención y enjuiciamiento del antiguo personal del Ferrocarril Transmanchuriano (KVZhD) que había vivido en Harbin y reemigró a la Unión Soviética después de 1935, cuando el KVZhD fue vendido a Manchuria.

## Historia
El comunista Leonid Zakovsky y sus víctimas en Solovki y Sandarmokh.
Leonid Zakovsky fue arrestado repetidamente por la policía (1913) y estaba bajo su supervisión pública. Estuvo en las prisiones de Libavskaya y Mitavskaya. El jefe de la administración del gendarme provincial de Kurland consideraba a G. Stubis (Zakovsky) un anarquista políticamente poco confiable. Fue exiliado durante 3 años bajo la supervisión pública de la policía a la provincia de Olonets (1914). Zakovsky ocultó su pasado anarquista y se atribuyó a sí mismo una educación secundaria, que no tenía. Vivió en Petrogrado, evadió la movilización. Un participante activo en la Revolución de Octubre - con un destacamento de marineros participó en la toma de la central telefónica de la ciudad (1917). Zakovsky participó personalmente en interrogatorios, torturas y ejecuciones. Fue miembro de la troika regional de Leningrado de la NKVD. Comisario del Pueblo Adjunto de Asuntos Internos de la NKVD, Jefe de la Dirección de Moscú de la NKVD (1938). Uno de los organizadores del tercer ensayo de Moscú. Fue miembro de la Troika de Moscú de la NKVD.

## Archivos de la operación
Inicialmente, mientras los archivos estaban herméticamente cerrados, la principal fuente de su investigación fueron los periódicos antiguos que publicaron información sobre los premios de los trabajadores de la NKVD y breves datos biográficos durante la elección de los líderes de la NKVD- Los Soviets Supremos. . La información en enciclopedias y libros sobre la historia de los organismos de seguridad del Estado era escasa y censurada. En la década de 1990, también se abrió el acceso a materiales de archivo: documentos sobre la adjudicación de empleados de las agencias de seguridad del estado y la privación de órdenes y órdenes de la NKVD sobre el personal, sobre el movimiento de trabajadores y la signacion de títulos personales. AN Zhukov dedicó muchos años al estudio de estos documentos. Gracias a su trabajo, este proyecto se hizo posible.
En las listas de ejecución de Stalin, se encontraban personas condenadas a diversas medidas de castigo, en la abrumadora mayoría a la ejecución, sobre la sanción personal de I.V. Stalin y sus asociados más cercanos. Por primera vez, estos documentos estuvieron disponibles al público en 2002, después del lanzamiento de un CD preparado por la Sociedad Conmemorativa y el Archivo del Presidente de la Federación Rusa, donde se almacenaron las listas. El extracto incluye personas que estaban relacionadas con los organismos de seguridad del Estado.

## La Orden
La orden declaraba que de 25.000 "harbinitas" registrados, la mayoría eran ex guardias blancos, "organizaciones emigrantes espías-fascistas", expolicías, etc. y trabajaban para el servicio de inteligencia japonés.
Se ordenó realizar detenciones (del 1 de octubre de 1937 al 25 de diciembre de 1937) de todos los harbinitas que cumpliesen unas condiciones en trece categorías predefinidas. Aquellos quienes no fueron incluidos en la lista, fueron inmediatamente despedidos de todos los trabajos relacionados con el transporte y la industria.
El párrafo 10 de la orden recomienda utilizar la "operación de Harbin" para el reclutamiento de agentes (de inteligencia). Las familias de los harbinitas detenidos debían ser procesados de acuerdo con la Orden 486 del NKVD (véase Familiares de traidores a la Madre Patria).

## Implementación
La operación duró más allá de la fecha límite del 25 de diciembre. De acuerdo con los datos recopilados por la sociedad Memorial, 48.133 harbinitas fueron reprimidos, de los cuales 30.992 fueron fusilados.